# Vespadelus troughtoni
Vespadelus troughtoni är en fladdermus i familjen läderlappar som förekommer i östra Australien.
Arten når en kroppslängd (huvud och bål) av 37 till 43 mm, en svanslängd av 31 till 38 mm och en vikt mellan 4 och 7 g. Den har 30 till 37 mm långa underarmar. Pälsen har främst en kastanjebrun färg och på huvudet är den ännu mer rödaktig. Flygmembranen och öronen är mörkare brun. Hannarnas penis har en annan konstruktion jämförd med andra släktmedlemmar.
Vespadelus troughtoni förekommer från Kap Yorkhalvön till Sydneys norra förorter. Mindre avskilda populationer lever på öar nära kusten samt i andra delar av östra Australien. Denna fladdermus lever i torra eller fuktiga skogar och i klippiga områden med träd eller buskar.
En flock vilar under överhängande klippor, i övergivna gruvor eller sällan i byggnader. Ibland används vägtrummor eller bon som skapades av arielsvalan som sovplats. Före ungarnas födelse bildar honor ibland större kolonier med upp till 500 medlemmar. Dessa är skilda från hannarna. Under andra tider är sovplatsen och flocktillhörigheten inte fast.
Denna fladdermus jagar med hjälp av ekolokalisering och lätets frekvens skiljer sig från andra släktmedlemmars frekvens.
IUCN ser inga nämnvärda hot för arten och listar den som livskraftig (LC).